# 德特勒夫·金特
德特勒夫·金特（德語：Dettlef Günther，1954年8月27日—），德国男子雪橇运动员。他曾代表东德参加1976年和1980年冬季奥林匹克运动会雪橇比赛，其中1976年冬季奥运会获得一枚金牌。